# Leonard Percival Howell
Leonard Percival Howell (16. juni 1898 – 25. februar 1981) var en præst fra Jamaica og en af de 4 præster, der grundlagde rastafaribevægelsen.
| Biografi | Spire Denne biografi er en spire som bør udbygges. Du er velkommen til at hjælpe Wikipedia ved at udvide den. |